# Gymnura altavela
Gymnura altavela е вид хрущялна риба от семейство Gymnuridae. Видът е световно застрашен, със статут Уязвим.

## Разпространение
Разпространен е в Албания, Алжир, Ангола, Аржентина, Белиз, Бенин, Босна и Херцеговина, Бразилия, Венецуела, Габон, Гамбия, Гана, Гвиана, Гвинея-Бисау, Гърция, Египет, Екваториална Гвинея, Западна Сахара, Израел, Испания (Канарски острови), Италия, Камерун, Кипър, Колумбия, Коста Рика, Кот д'Ивоар, Либерия, Либия, Ливан, Мавритания, Малта, Мароко, Мексико, Монако, Нигерия, Никарагуа, Панама, Португалия, САЩ, Сенегал, Сиера Леоне, Сирия, Словения, Суринам, Того, Тунис, Турция, Уругвай, Франция, Френска Гвиана, Хондурас и Хърватия.